# Parapolia grytvikenensis
Parapolia grytvikenensis är en djurart som tillhör fylumet slemmaskar, och som beskrevs av Wheeler 1934. Parapolia grytvikenensis ingår i släktet Parapolia och familjen Cerebratulidae. Inga underarter finns listade i Catalogue of Life.